# Achelia gracilipes
Achelia gracilipes is een zeespin uit de familie Ammotheidae. De soort behoort tot het geslacht Achelia. Ze werd in 1904 voor het eerst wetenschappelijk beschreven door Leon Jacob Cole, die ze indeelde bij het geslacht Ammothea.
De soort werd in 1899 ontdekt voor de kust van Californië.